# 新潟県立堀之内高等学校
新潟県立堀之内高等学校（にいがたけんりつほりのうちこうとうがっこう）は、新潟県魚沼市堀之内に所在する県立高等学校である。

## 概要
開校当時、北魚沼郡堀之内町の要請により隣町の小出高校に設置されていた商業科を引き継ぐ形で、堀之内商業高校として1973年に開校した。
進学人口の増加に伴い、1975年に普通科を設置したことに伴い現在の堀之内高校へと改称した。
地域人口の減少と少子化に伴い、商業科の設置を廃止後、全日制高校としての役割を終え定時・単位制高校へと移行した。

## 沿革
- 1972年7月25日 - 校舎地鎮祭・起工式挙行。
- 1972年11月1日 - 県教育委員会設立公示。
- 1973年4月1日 - 新潟県立堀之内商業高校として商業科4学級で開校。
- 1973年5月16日 - 校旗樹立・開校記念式典挙行。
- 1975年4月1日 - 新潟県立堀之内高等学校と改称し、普通科を設置する。
- 1975年12月8日 - 校歌制定（作詞：宮柊二、作曲：平井康三郎）。
- 2000年4月1日 - 商業科の募集が停止される。
- 2001年11月17日 - 商業科の閉科記念式典が挙行される。
- 2004年4月1日 - 全日制募集停止、定時制高校へ移行。

## 交通
- JR上越線 越後堀之内駅より南へ徒歩約10分

## 教育目標
- 新しい時代に即した高等学校教育を施し、社会の有為な形成者としての資質を育成する。
- 1.健全な心身と高い知性並びに徳性を培う。
- 2.自主的・創造的な活動を促し、個性豊かな人間を育てる。
- 3.互いに人格を尊重し、真理と正義を愛し、社会のよりよい形成者としての資質を養う。

## 著名な出身者
- 大竹太志（スキーノルディック複合選手）